# ジョルジュ・マンジューク
ジョルジュ・コンスタン・マンジューク（Georges Constant Mandjeck 、1988年12月9日 - ）は、カメルーン・ドゥアラ出身のプロサッカー選手。カメルーン代表。ポジションは、ミッドフィールダー。

## 来歴

### ドイツ
2007年夏、カジ・スポーツアカデミーからVfBシュトゥットガルトに移籍。7月25日のDFBポカール・バイエルン・ミュンヘン戦に途中出場し移籍後初出場。2007-08シーズンのシュトゥットガルトでの公式戦出場はこの1試合のみに終わった。
2008年1月30日、2. ブンデスリーガの1.FCカイザースラウテルンにシーズン終了までの契約でレンタル移籍。2月1日のボルシア・メンヒェングラートバッハ戦で移籍後初出場。
2008年8月28日のUEFAカップ・ジェールETO FC戦で復帰後初出場。9月13日のTSG1899ホッフェンハイム戦でブンデスリーガ初出場。
2009年7月、2009–10シーズンいっぱいの契約で再びカイザースラウテルンにレンタル移籍。

### フランス・トルコ
2010年6月29日、スタッド・レンヌに移籍。移籍金は120万ユーロ。
2013年6月、トルコのカイセリ・エルジイェススポルに100万ユーロで移籍。
2015年8月31日、FCメスに移籍。

### 代表
北京オリンピックではグループステージの韓国戦で途中投入からゴールを挙げた。同じくグループステージのイタリア戦では、アントニオ・ノチェリーノを踏みつけたとして退場処分を受けた。

## 代表歴

### 出場大会
- カメルーン代表
  - 2010 FIFAワールドカップ

### 試合数
- 国際Aマッチ 53試合 0得点（2009年-2022年）[8]

| カメルーン代表 | 国際Aマッチ | 国際Aマッチ |
| 年             | 出場        | 得点        |
| -------------- | ----------- | ----------- |
| 2009           | 1           | 0           |
| 2010           | 9           | 0           |
| 2011           | 2           | 0           |
| 2012           | 6           | 0           |
| 2013           | 0           | 0           |
| 2014           | 6           | 0           |
| 2015           | 3           | 0           |
| 2016           | 2           | 0           |
| 2017           | 13          | 0           |
| 2018           | 5           | 0           |
| 2019           | 5           | 0           |
| 2020           | 0           | 0           |
| 2021           | 0           | 0           |
| 2022           | 1           | 0           |
| 通算           | 53          | 0           |

## タイトル

### 代表
- アフリカネイションズカップ: 2017